# Thomas-Morse TM-24
El Thomas-Morse TM-24 fue un prototipo de avión de observación biplaza estadounidense de los años 20 del siglo XX. Se construyó un único ejemplar en 1925, pero no entró en producción.

## Diseño y desarrollo
Thomas-Morse Aircraft había decidido especializarse en aviones totalmente metálicos después de perder una orden de producción de 200 cazas MB-3 contra Boeing, que había presentado una oferta mucho más baja. El diseñador jefe de Thomas-Morse, B. Douglas Thomas, produjo una serie de aeronaves totalmente metálicas, volando los fracasados caza MB-9 y entrenador MB-10 en 1921, y vendiendo dos aviones de carreras R-5 al Servicio Aéreo del Ejército de los Estados Unidos en 1922. En 1924, Thomas-Morse voló el TM-23, un caza biplano monoplaza, que de nuevo fue un fracaso. A pesar de realizar un rediseño general en un intento de mejorar las prestaciones y manejo, no consiguió obtener órdenes de producción.
El mismo año, Thomas diseñó un avión de observación biplaza monomotor, el TM-24, en otro intento de alcanzar el éxito con la construcción totalmente metálica. Para mejorar la maniobrabilidad, el TM-24 tenía un fuselaje corto, siendo el avión un poco más largo que el monoplaza TM-23. Al igual que este, el fuselaje del TM-24 estaba recubierto de aluminio corrugado. Los dos tripulantes se sentaban en cabinas separadas en tándem. El ala superior era mucho más pequeña que la inferior, teniendo una envergadura 152,4 cm (5 pies) más corta. Las alas estaban arriostradas por un único soporte en N y un soporte en V invertida a cada lado. Se montaron superficies de cola auxiliares en el empenaje del avión, por encima del plano de cola principal, que actuaban como compensadores. El avión estaba propulsado por un motor V-12 refrigerado por agua Curtiss D-12 de 330 kW (440 hp), moviendo una hélice bipala y con los radiadores instalados en carenados en las raíces alares inferiores.
El TM-24 voló a principios de 1925. Fue entregado en McCook Field para ser probado por el Servicio Aéreo del Ejército en febrero de ese año. Aunque las pruebas mostraron que las prestaciones eran buenas, la velocidad de aterrizaje del avión fue considerada demasiado alta, y su timón quedaba apantallado si el observador se levantaba en su cabina para usar su ametralladora. El TM-24 también fue considerado frágil por los examinadores. Se abandonó cualquier desarrollo y el prototipo fue desmantelado en McCook Field. Thomas-Morse perdió 46 000 dólares en el proyecto.

## Especificaciones
Referencia datos: General Dynamics Aircraft and their Predecessors

### Características generales
- Tripulación: Dos (piloto y observador)
- Longitud: 6,22 m
- Envergadura: 7,62 m (ala superior), 9,17 m (ala inferior)[8]
- Superficie alar: 22,0 m2
- Peso vacío: 893 kg
- Peso cargado: 1574 kg
- Planta motriz: 1× motor lineal V-12 refrigerado por agua Curtiss D-12.
  - Potencia: 330 kW (440 hp)

### Rendimiento
- Velocidad máxima operativa (Vno): 230 km/h a nivel del mar
- Velocidad crucero (Vc): 183 km/h
- Alcance: 2 h 45 min
- Techo de vuelo: 4800 m (15 600 pies)[7]
- Régimen de ascenso: 5,98 m/s (1178 pies/min)

## Aeronaves relacionadas

### Secuencias de designación
- Secuencia TM-_ (interna de Thomas-Morse): ← MB-10 - TM-22 - TM-23 - TM-24 - O-19 - Y1O-41 - Y1O-42 →